# Synema globosum pulchellum
Synema globosum là một phân loài nhện trong họ Thomisidae.
Loài này thuộc chi Synema. Synema globosum pulchellum được Pelegrin Franganillo-Balboa miêu tả năm 1926.

## Hình ảnh

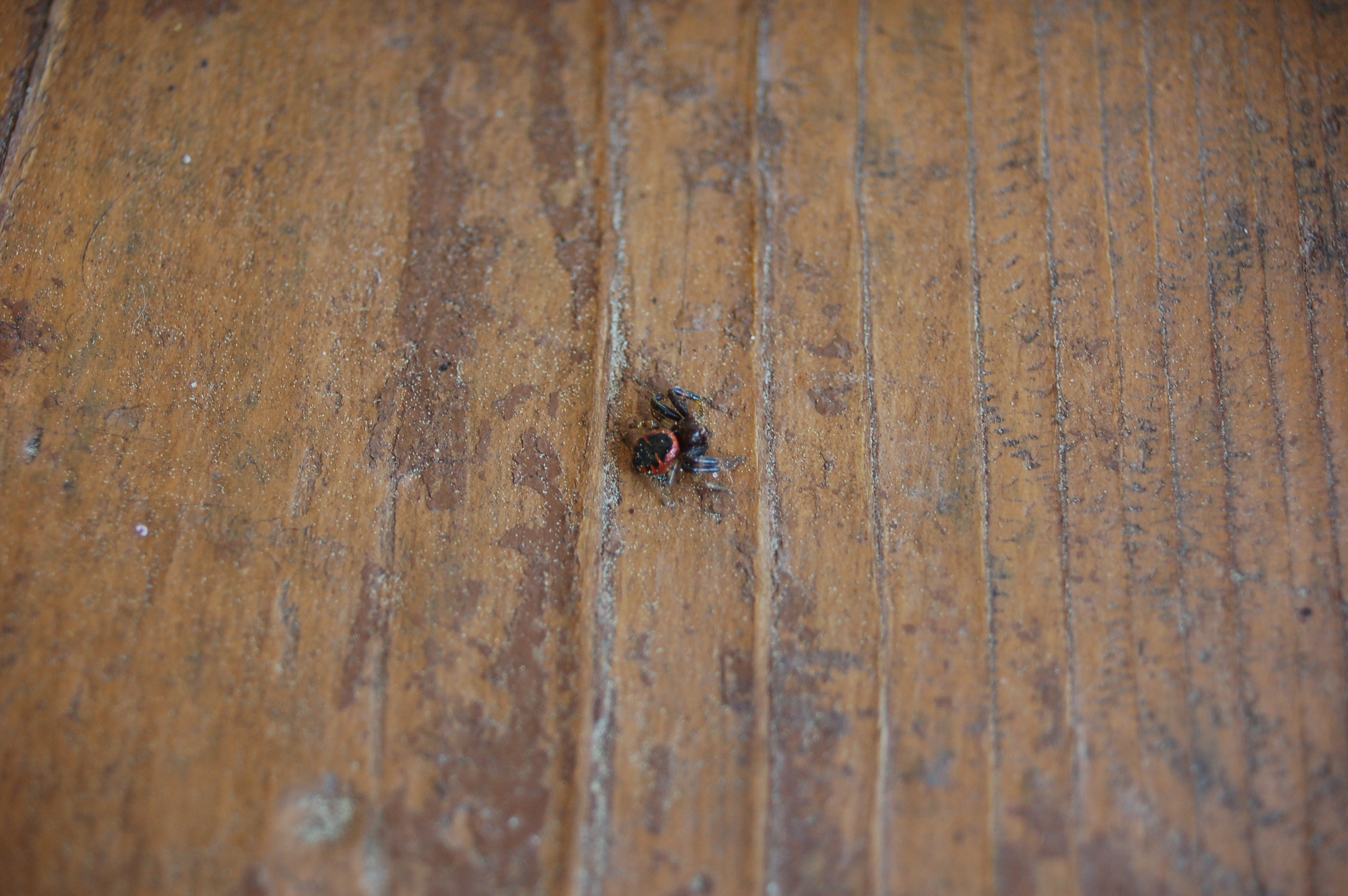
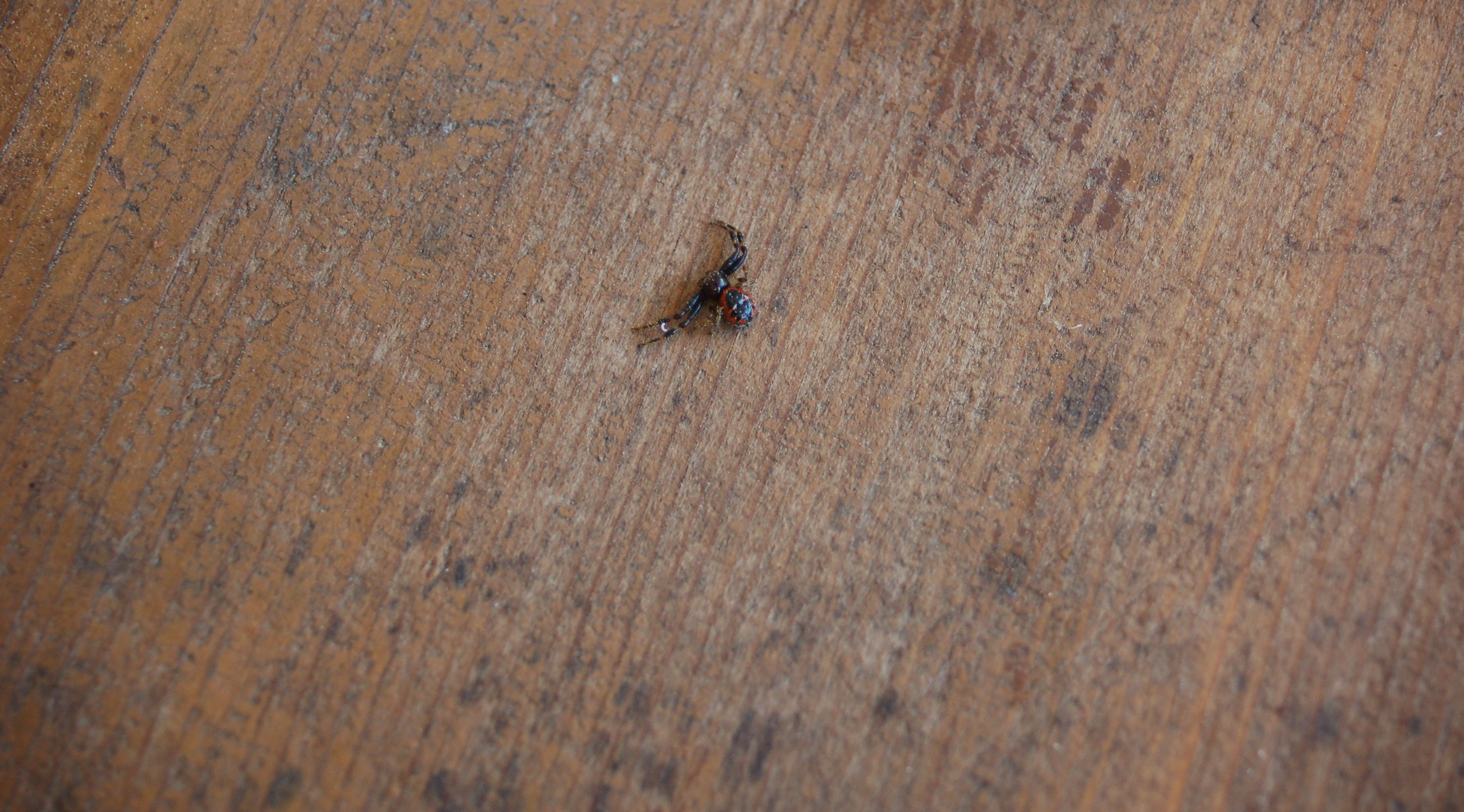
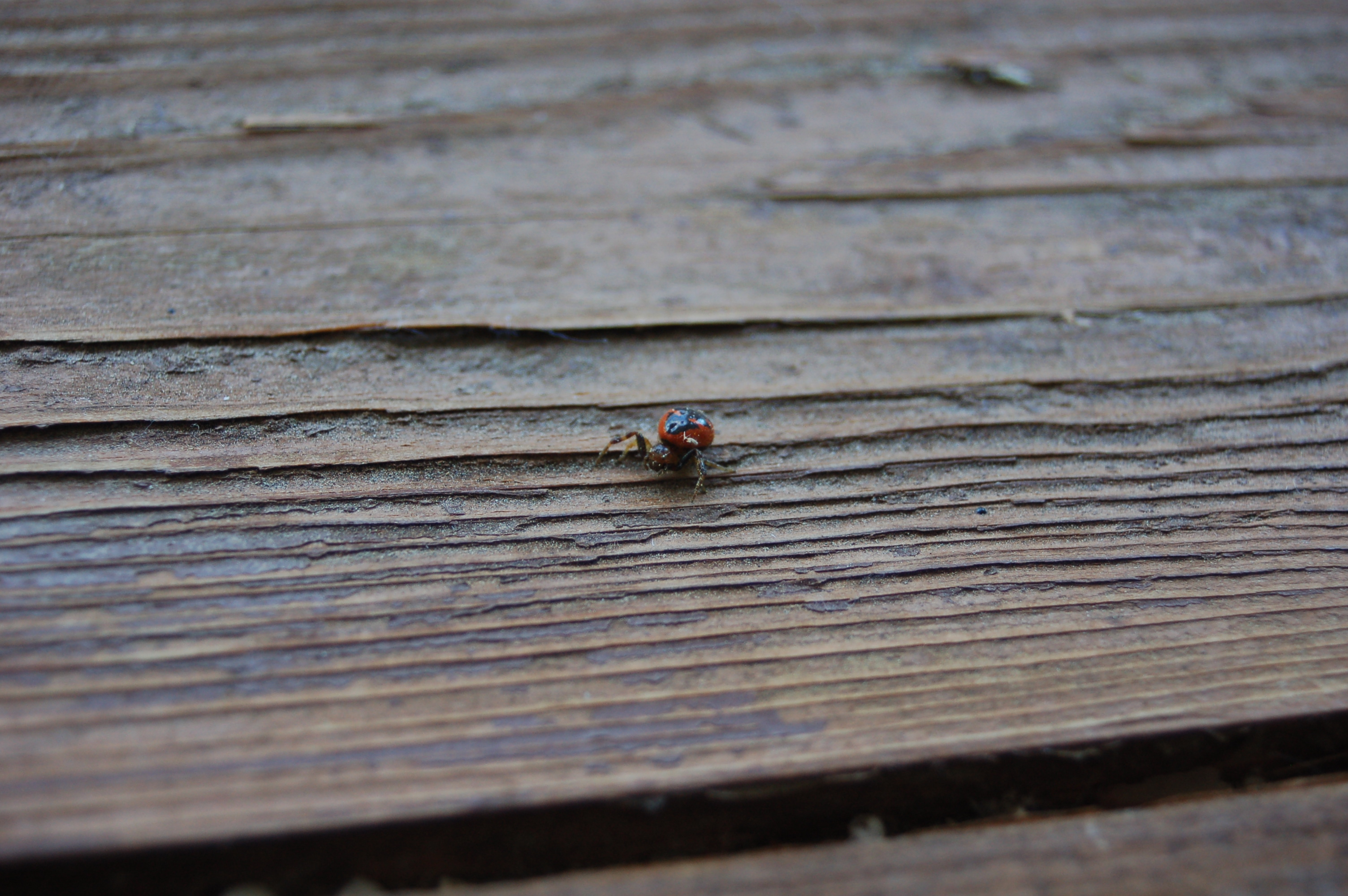
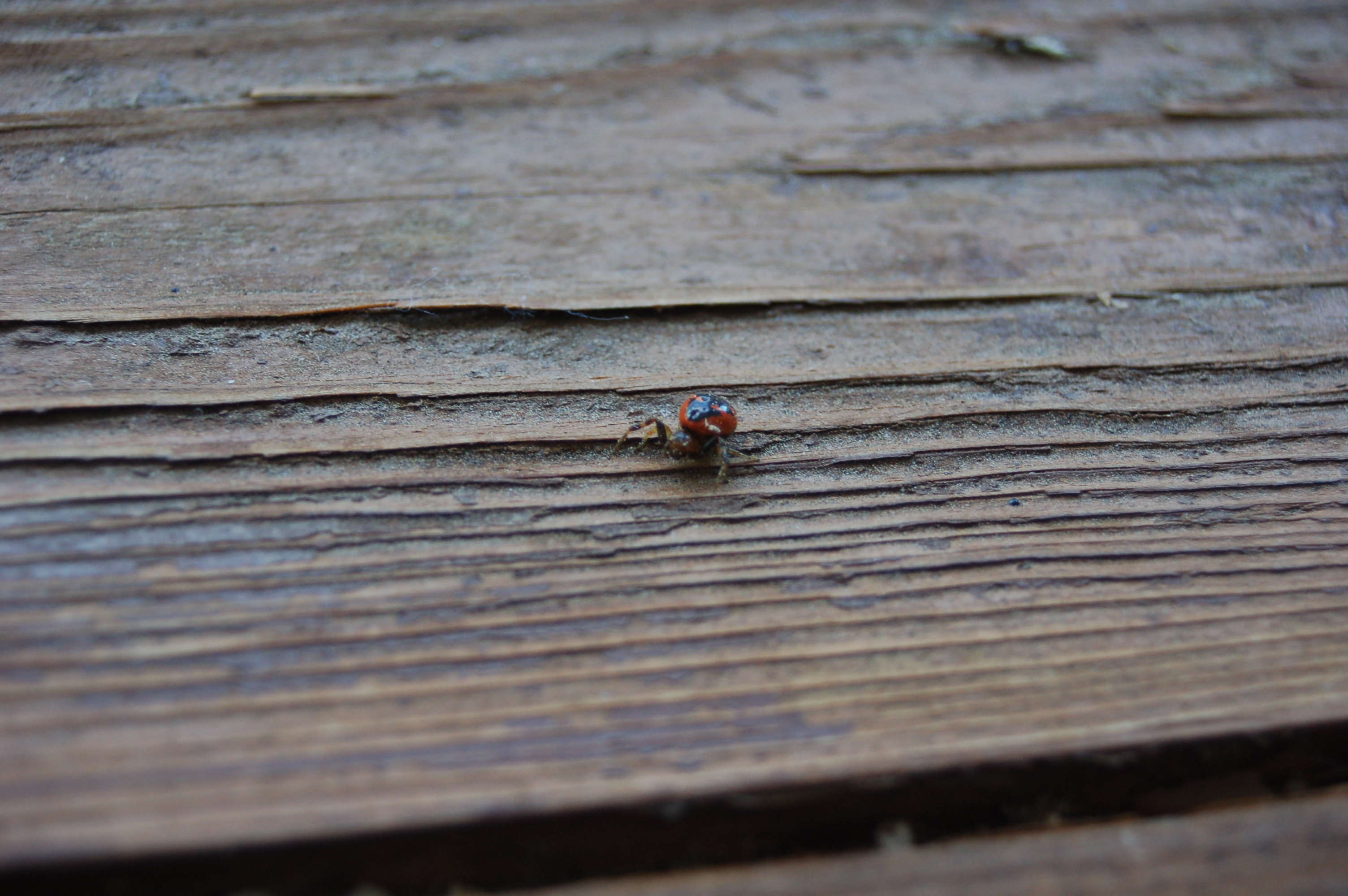